# Arte con bolígrafo

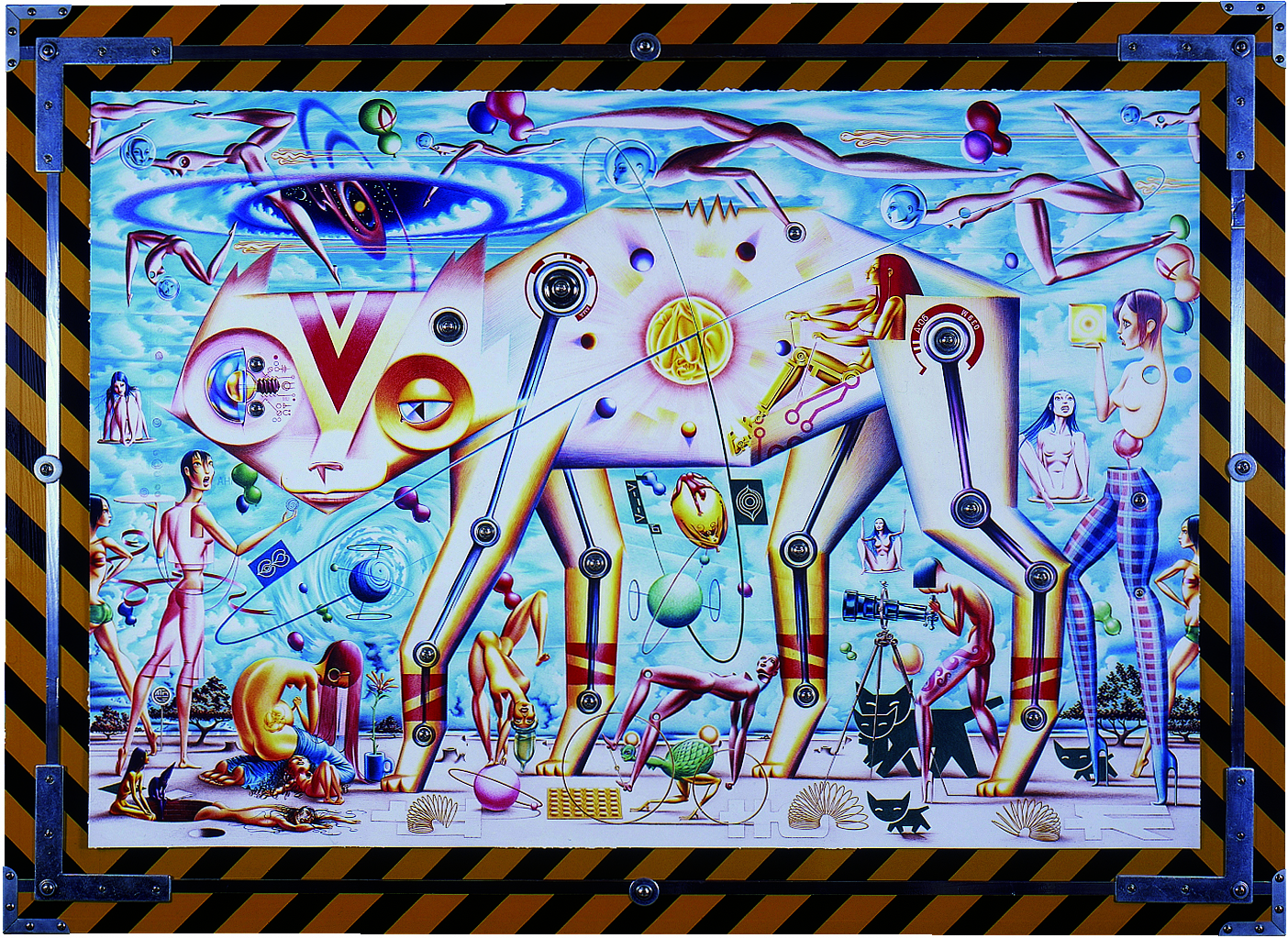
Arte con bolígrafo del Lennie Mace, Uchuu Neko Parade (Desfile del Gato Extraterrestre) 2005, Tokio; bolígrafos de varios colores y bricolaje en el papel, 130x92cm.

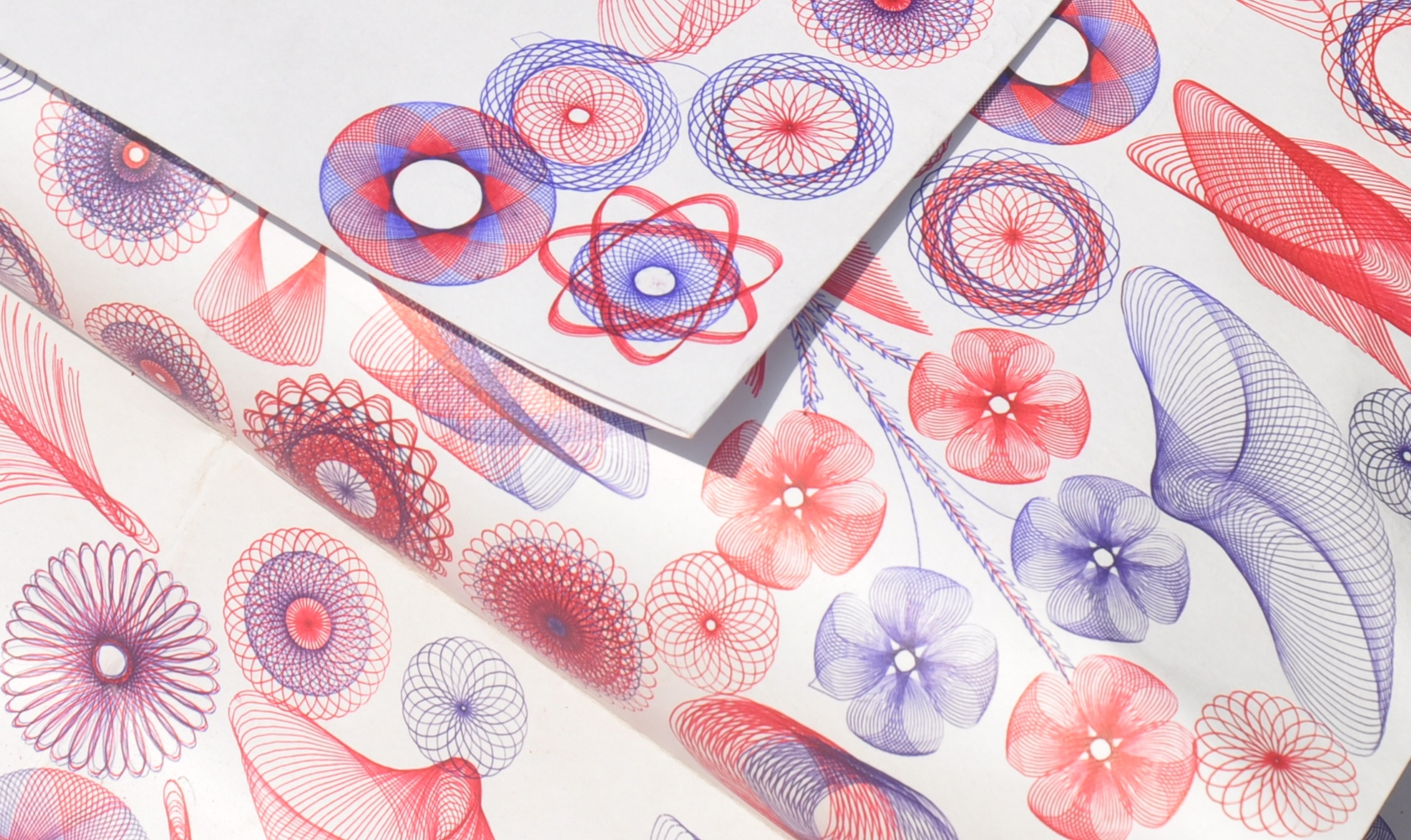
Espirógrafo, comercializado inicialmente como un "juguete de los niños creativos" en la década de 1960, a condición de bolígrafos de colores como parte de su paquete.

El bolígrafo o puntabola es un instrumento de escritura generalmente de acero o wolframio, que va dosificando la tinta a medida que se le hace rodar. A través de los años se ha convertido en un objeto versátil tanto para los artistas en general como para los aficionados de los garabatos. Tomando en cuenta las herramientas artísticas empleadas, el arte con bolígrafo ha sido favorablemente comparado con el arte tradicional. El bolígrafo es un instrumento necesario para desarrollar este arte, es accesible y portátil, por lo cual, además de su uso común en la escritura, es utilizado de forma artística. Hoy en día, Internet ofrece un amplio número de foros, dentro de los cuales los artistas interesados pueden promover sus propias creaciones realizadas con bolígrafo y mostrar la información de estas.

## Antecedentes
El espirógrafo es un ejemplo de las múltiples herramientas con las que los bolígrafos comenzaron a tener un uso más creativo, alternativo e innovador. A través de la implementación de bolígrafos de colores se obtienen resultados más interesantes.
Actualmente los artistas que utilizan los bolígrafos en sus obras atribuyen las aplicaciones creativas de este instrumento de escritura al aburrimiento. El bolígrafo es un pilar de la lista de útiles escolares de los estudiantes desde temprana edad. Sin embargo, los mismos alumnos llegan a usarlo con fines distintos al de la escritura, por ejemplo, para dibujar en sus carpetas, escritorios, pantalones de mezclilla y piel.

## Proliferación como medio artístico
Artistas famosos del siglo XX, como Andy Warhol, han utilizado el bolígrafo en algún momento durante sus carreras artísticas. El artista Jean Dubuffet ha admitido que el uso creativo de esta herramienta se lleva a cabo durante situaciones de su vida cotidiana en las que inconscientemente busca salir del aburrimiento, ya sea durante largas llamadas telefónicas, cuando comienza a rayar en una hoja de papel o cualquier otra superficie mientras escucha a la otra persona o al trazar garabatos en fotos de revistas para hacer que las personas en ellas luzcan distintas. El artista Lennie Mace relata que aprendió los fundamentos de la anatomía durante su juventud, haciendo trazos en las fotografías de los periódicos, técnica que vio aplicada en la "Media Graffiti".
Algunas veces los medios de comunicación retratan a los artistas del bolígrafo como inusuales, causándoles miedo de que dicha crítica repercuta negativamente en la opinión de prestigiosas galerías de arte y museos de todo el mundo. Cada vez es mayor el número de artistas que defienden al bolígrafo como una herramienta para la creación artística; sin embargo, aún no ha sido posible que sea reconocido como tal dentro de los círculos artísticos ya existentes. No obstante, la aplicación creativa de este utensilio ha tomado distintas direcciones como cualquier movimiento artístico reconocido formalmente, por ejemplo: retratos fotorrealistas, bodegones, escenarios imaginarios, paisajes surrealistas, y abstracciones minimalistas.

## Artistas notables del bolígrafo
Artistas como Andy Warhol y Alberto Giacometti usaron bolígrafos en sus obras de arte durante los años 50. Actualmente los artistas contemporáneos que utilizan este utensilio en su medio artístico reciben reconocimientos por su capacidad técnica, imaginación e innovación.
Desde principios de los 80's, el artista coreano Il Lee ha estado creando impresionantes obras de arte abstracto (Mostradas en la galería inferior) únicamente usando el bolígrafo. Algunas de sus obras han sido expuestas en Seúl (Corea del Sur) y en Estados Unidos.
Lennie Mace, considerado el artista más prolífico en el uso del bolígrafo, ha creado obras de arte de diversos contenidos y complejidades, realizándolas sobre superficies no convencionales, como la madera y la mezclilla, usando únicamente esta herramienta como su "pincel". Mace acuñó términos como "Penthings" y "Media Graffiti" para describir su variada producción de obras, las cuales son exhibidas en Estados Unidos y Japón, y algunas de ellas han aparecido en publicaciones internacionales como The New York Times.

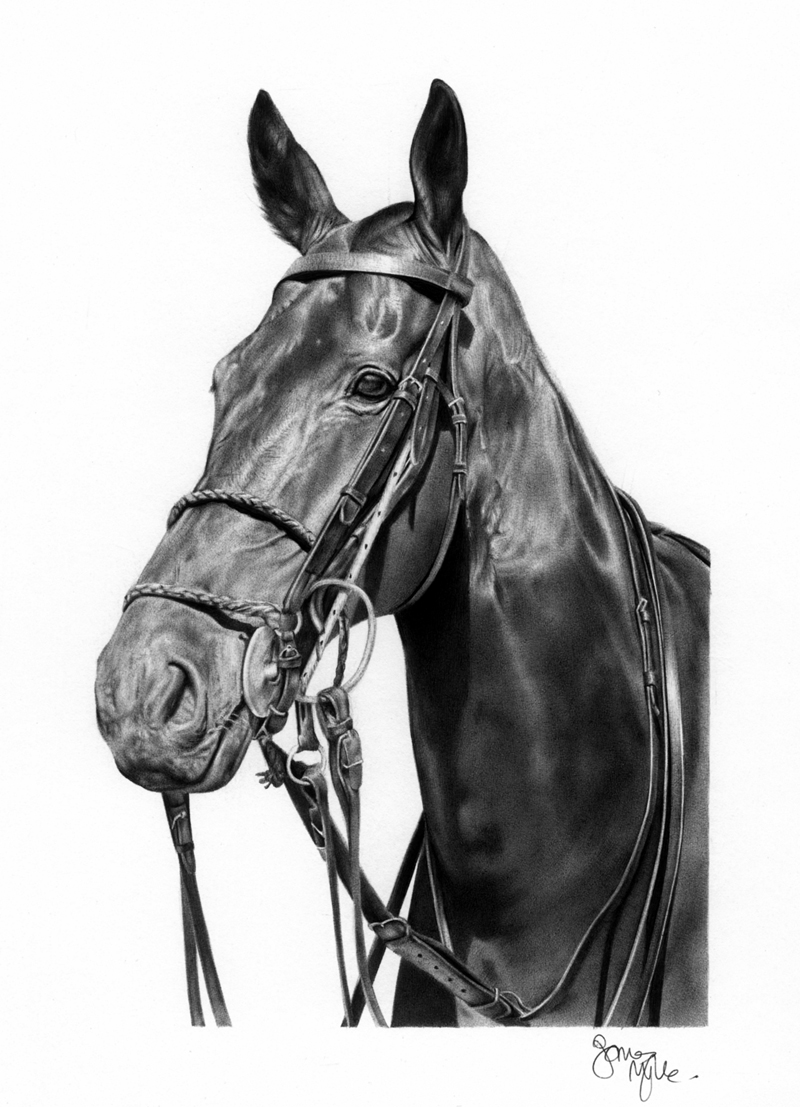
James Mylne (London, UK) Polo Pony 1 (Caballo 1) 2005, bolígrafo (negro) en el papel.

Recientemente, el artista británico James Mylne ha realizado obras con la técnica que él mismo denomina "arte fotorrealista" haciendo uso la mayor parte del tiempo de bolígrafos y en ocasiones utilizando mezclas de materiales. Gracias al Internet, sus obras son populares en Londres y a nivel internacional.
Artistas como Juan Francisco Casas y Samuel Silva, atrajeron la atención de las personas a través del Internet con sus propias obras realizadas con bolígrafo. Casas, un pintor de España, ha creado representaciones animadas de sus amigos, utilizando únicamente una inmensa gamma de plumas azules. Silva, un abogado de Portugal que dibuja como todo un aficionado, crea réplicas a color de fotografías de personas, animales y paisajes. Las ilustraciones del artista japonés "Shohei" son un ejemplo más de la expansión de este arte a lo largo de los Estados Unidos gracias al Internet.
Y la última artista en aparecer es Ana María Durán, que poco a poco se está haciendo un hueco con sus dibujos realistas con sus bolis bic de toda la vida. Sus dibujos de sus mascotas, y animales son realmente muy buenos y ya hay museos que quieren exponer esos dibujos.

## Reconocimiento corporativo
A pesar de que no existen cuentas conocidas de patrocinios oficiales, las empresas de bolígrafos han mostrado su apoyo a los artistas que utilizan sus productos. Lennie Mace creó en 1993 una réplica a color de la "Mona Lisa" de Leonardo da Vinci, para la empresa Pilot Pen, utilizando únicamente sus bolígrafos (mostrado en la galería inferior). Por otro lado está el artista británico James Mylne, quien creó una réplica de La joven de la perla, de Vermeer, en el año 2010, utilizando únicamente bolígrafos BIC, como parte de una campaña organizada por dicha empresa.

## Técnica
El uso de bolígrafos requiere de muy poca o de ninguna clase de preparación, ya que un gran porcentaje de las personas en el mundo sabe usarlos sin problema alguno. La facilidad de trabajo brindada por las plumas o bolígrafos resulta conveniente en distintas ocasiones debido a su portabilidad. Para los artistas que requieren líneas de alta precisión, los bolígrafos son una herramienta útil. Las plumas crean líneas tan agudas que difícilmente pueden ser logradas con un pincel. Incluso efectos difíciles de alcanzar pueden ser realizados con estas. Los artistas pueden recurrir a cortas o prolongadas técnicas dependiendo de la complejidad de sus obras. Las técnicas de lápiz y tinta tradicionales como punteado y esgrafiado se pueden utilizar para crear tonos medios o la ilusión de la forma y el volumen.

## Limitaciones
La aplicación artística del bolígrafo implica diversos aspectos a considerar para el artista. La disponibilidad del color de la tinta y la sensibilidad a la luz son algunos de los principales inconvenientes en su uso. Por ejemplo, al momento de trazar una línea, ésta ya no puede ser borrada. Además, el "blobbing" (salpicado) de la tinta sobre la superficie de dibujo y los "saltos" de flujo de tinta, requieren ser considerados cuando se utiliza el bolígrafo para propósitos artísticos.

## Galería del arte con bolígrafo

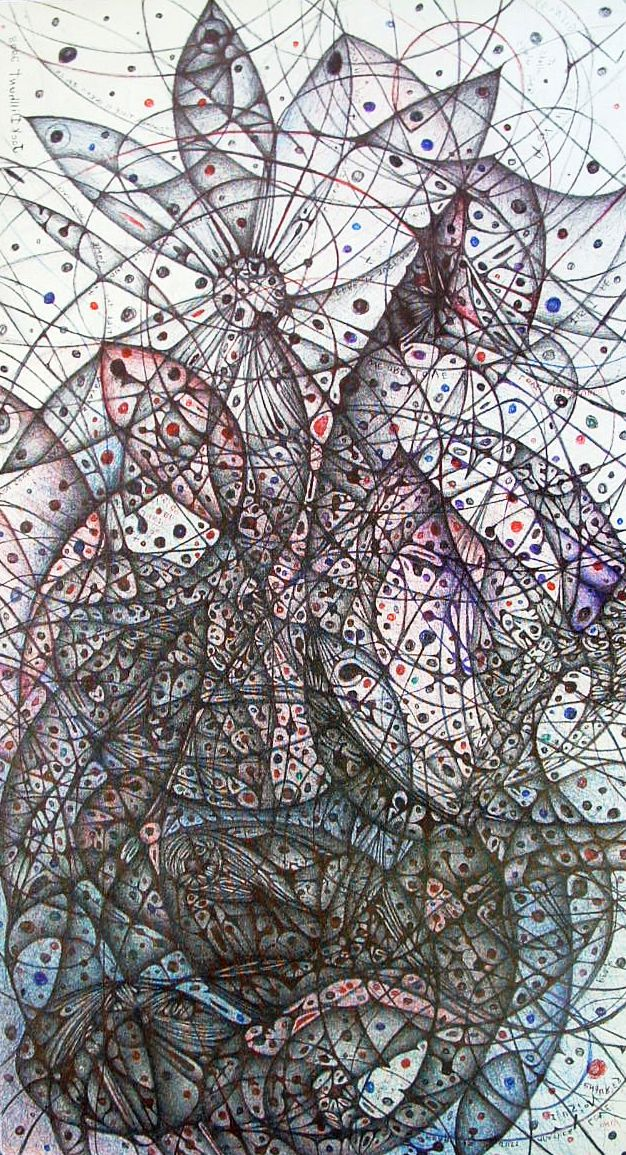
Jack Dillhunt (Wisconsin, USA) Summertime is Over (2007) bolígrafo sobre lienzo, 61x92cm.
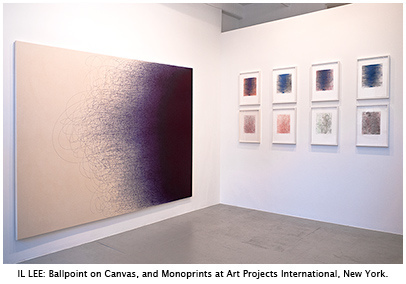
Il Lee (South Korea) 2011, bolígrafo sobre lienzo y mono prints en la pantalla.
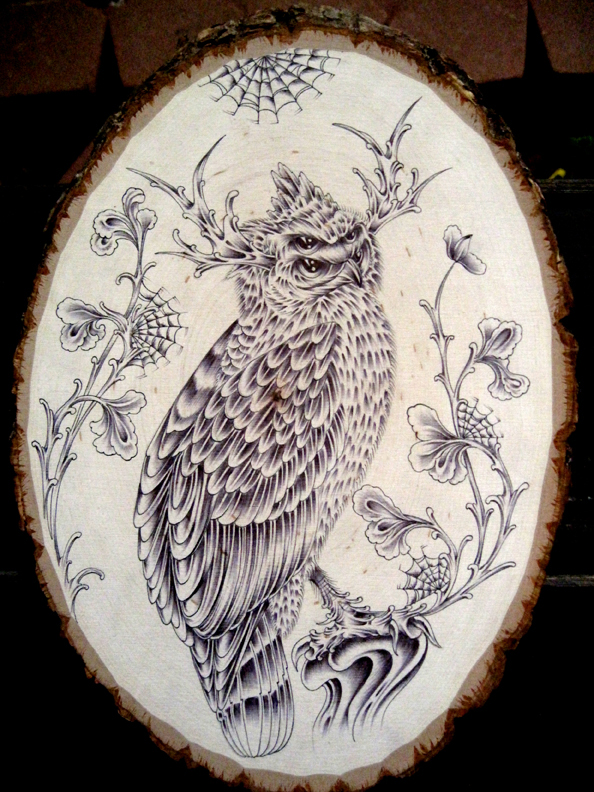
Dave Warshaw (California, USA) Four Eyes (2008) bolígrafo en la madera.
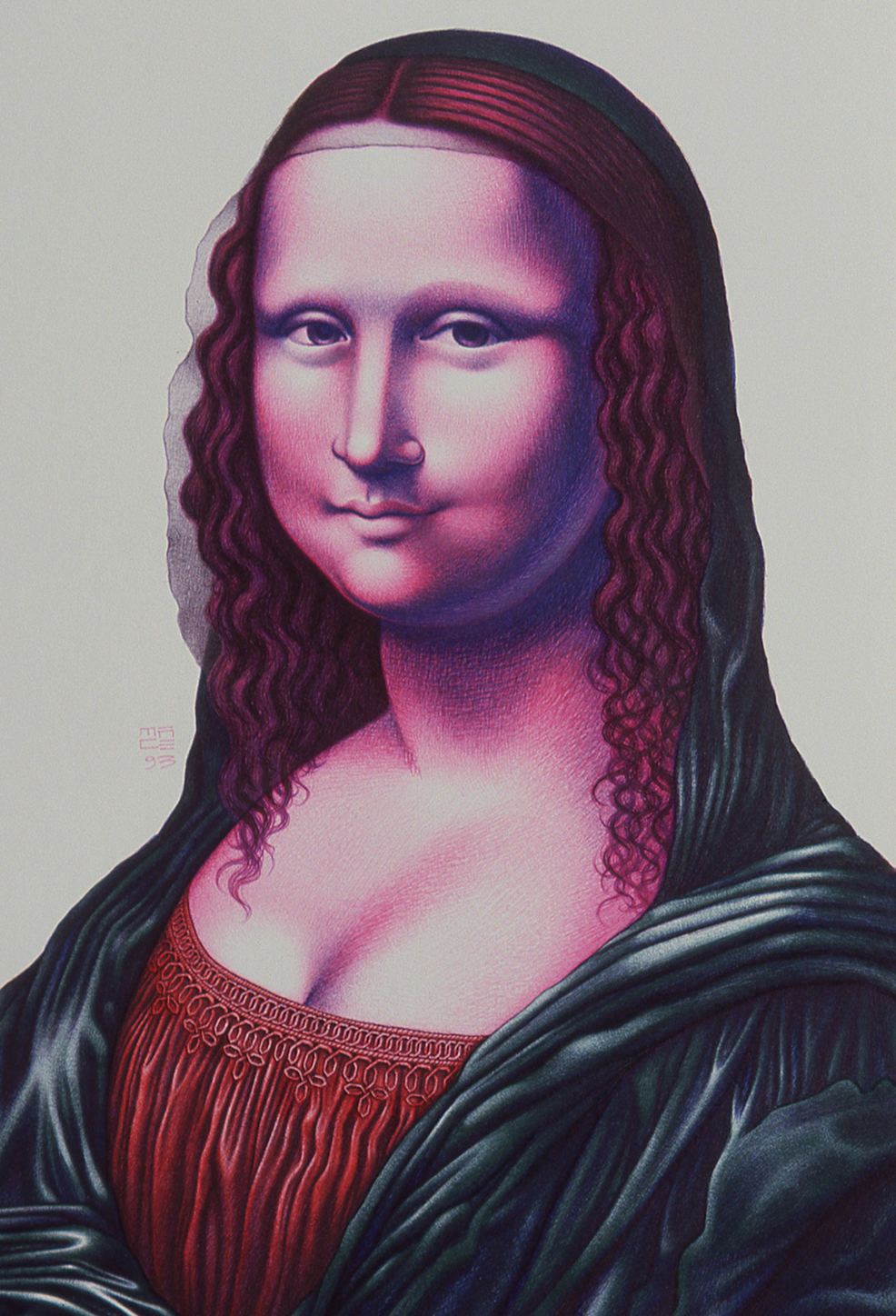
Lennie Mace (New York, USA) Mona a'la Mace (1993) bolígrafos de varios colores en el papel.